# Svandalsfoss
Svandalsfossen ist der Name eines Wasserfalls in Norwegen. Der Svandalselva fließt südlich des Ortes Saudasjøen in der Kommune Sauda (Rogaland) in den Saudafjord. Er hat mehrere Stufen und eine Gesamtfallhöhe von 180 Metern. Der oberste Teil des Wasserfalles hat eine freie Fallhöhe von 40 Metern.
Der Svandalsfossen liegt am Riksvei 520. Bei normaler Wasserführung spritzt nur ein kleiner Teil des Wassers auf die Straße, aber nach großen Regenfällen oder bei der Schneeschmelze kann ein so starker Nebel entstehen, dass die Durchfahrt mit Fahrzeugen risikoreich wird.
Am 4. Mai 2007 eröffnete Statens vegvesen einen Aussichtspunkt mit Parkmöglichkeiten an der Straße. Über Treppen ist der Strand am Saudafjord und eine Aussichtsplattform erreichbar. zusammen sind es 540 Treppenstufen vom Fjord zu der höchsten erreichbaren Stelle des Wasserfalls.
Der Aussichtspunkt ist die erste Attraktion, die für den zukünftigen Nasjonal turistvei in der Ryfylke gebaut wurde.
Haugaland Kraft hat um eine Genehmigung gebeten, ein Kraftwerk am Svandalsfossen zu bauen. Der Fylkesmann von Rogaland hat geraten, dass das NVE den Antrag ablehnt.